# Facel Vega

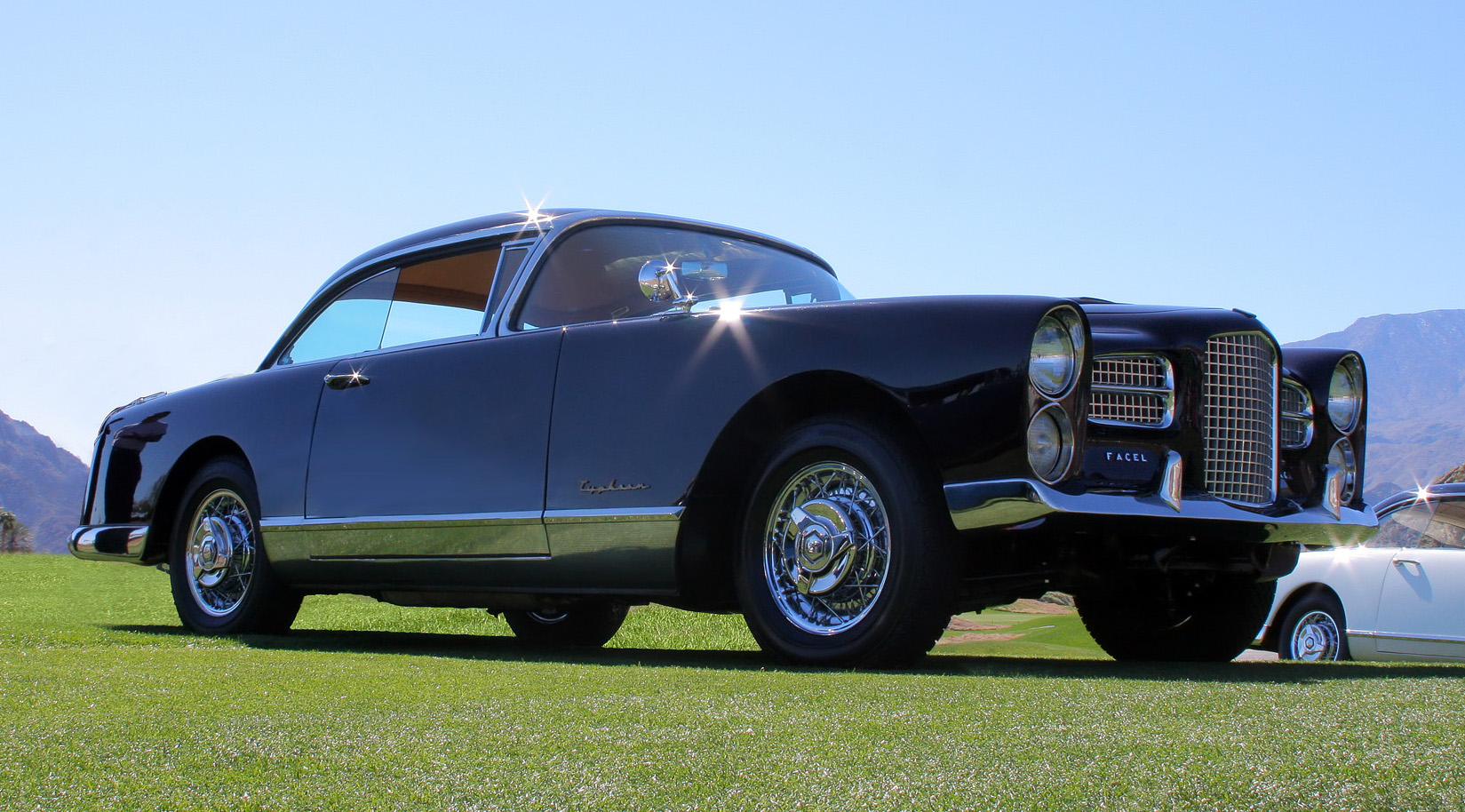
Facel Vega FV4 Typhoon uit 1957

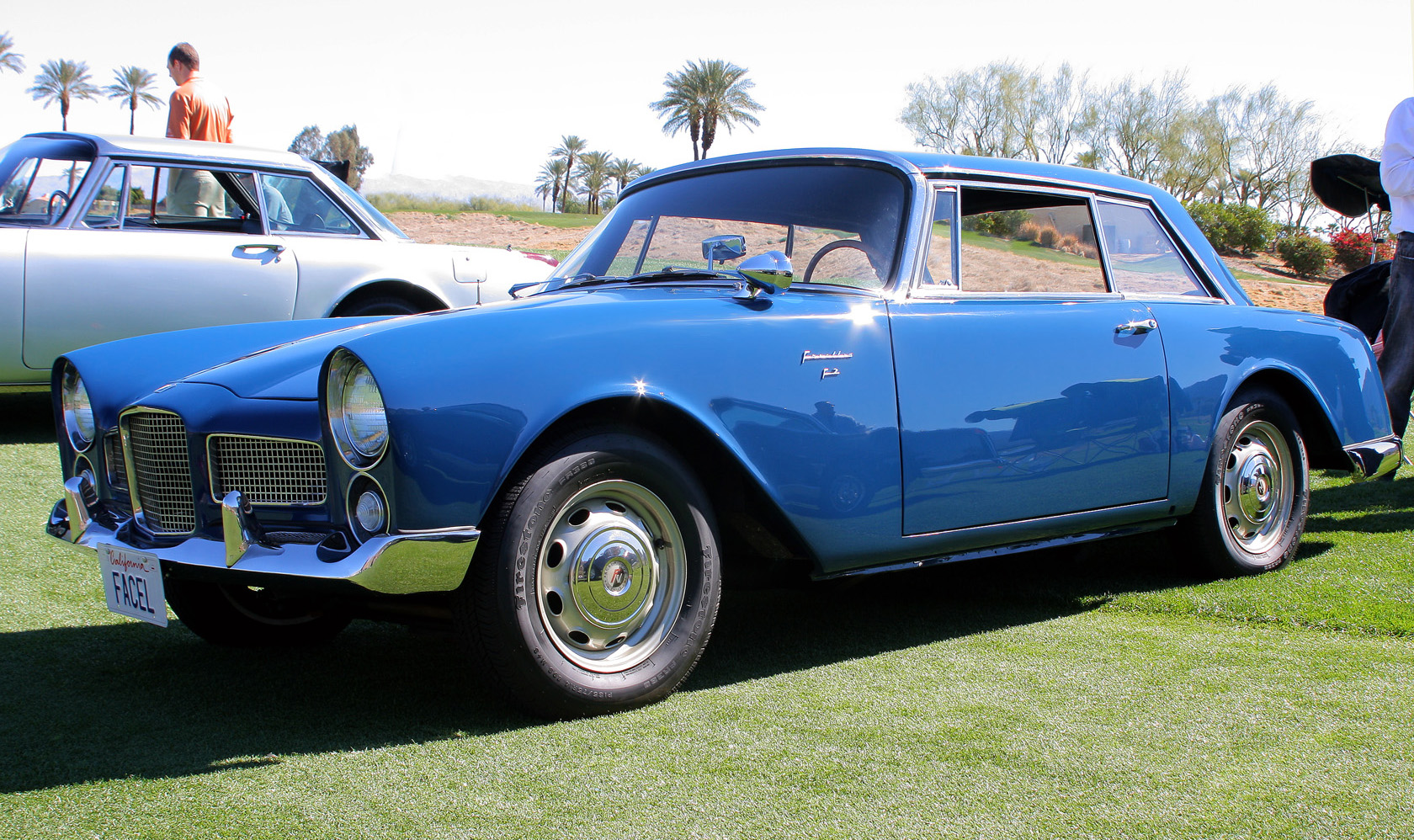
Facel Vega Facellia F2 uit 1962

Facel Vega was een luxe Frans automerk met Parijs als thuisbasis. FACEL (Forges et Ateliers de Construction d'Eure et de Loire), in 1938 opgericht door Jean Daninos, was een staalperserij die koetswerken leverde aan automerken als Delahaye, Panhard en Simca. In 1953 werd besloten auto's te gaan bouwen waarmee in 1954 werd begonnen. Na 1178 grote en een 1500 kleine auto's te hebben geproduceerd ging Facel in 1964 failliet.

## Geschiedenis
Verschillende oorzaken hadden de vooroorlogse Franse luxeautomerken begin jaren vijftig kreupel gemaakt. De oorzaken daarvan waren de Duitse bezetting, materiaaltekorten, een te kleine afzetmarkt en hoge belastingen op krachtige luxeauto's. Uiteindelijk werden in Frankrijk geen luxeauto's meer gemaakt. In 1953 kreeg Daninos het idee om zelf een nieuwe luxewagen te gaan bouwen. Dat was het begin van het automerk Facel Vega, waarbij de naam Vega een idee was van zijn broer, de veelgelezen auteur Pierre Daninos (1913-2005).
Allereerst werd naar een geschikte motor gezocht. In Frankrijk werd op dat moment niet het gezochte type gemaakt. Ook in Italië werd hij niet gevonden. Eerst wilde Daninos speciaal een nieuwe motor laten ontwerpen, maar dacht toen aan zijn dagen in de VS waar hij tijdens de Tweede Wereldoorlog verbleef. Hij nam contact op met Chrysler en kwam met die fabriek overeen dat hij de V8 van DeSoto kon gebruiken. Deze 4,5 liter Hemi leverde 170 pk. Een probleem hierbij was dat Daninos alleen een importvergunning kreeg op voorwaarde dat voor elke franc aan geïmporteerde motoren een waarde van vijf franc moest worden geëxporteerd.

### Modellen
Een eerste prototype werd gemaakt. Het design was van Jean Daninos zelf. De technische kant werd ontworpen door Jacques Brasseur. Die ontwikkelde een space frame, dubbele wishbone wielophanging en een solide achterwielaandrijving, veelal naar Amerikaanse normen. De auto had een wielbasis van 2,629 m, was 4,57 m lang en 1,37 m hoog en woog 1814 kg. Naast de motor werden ook een automatische tweeversnellingsbak van Chrysler en trommelremmen van Lockheed-Bendix geïnstalleerd. Veel Europese klanten kozen echter voor de optionele manuele 4-versnellingsbak die zo'n 475 euro kostte.

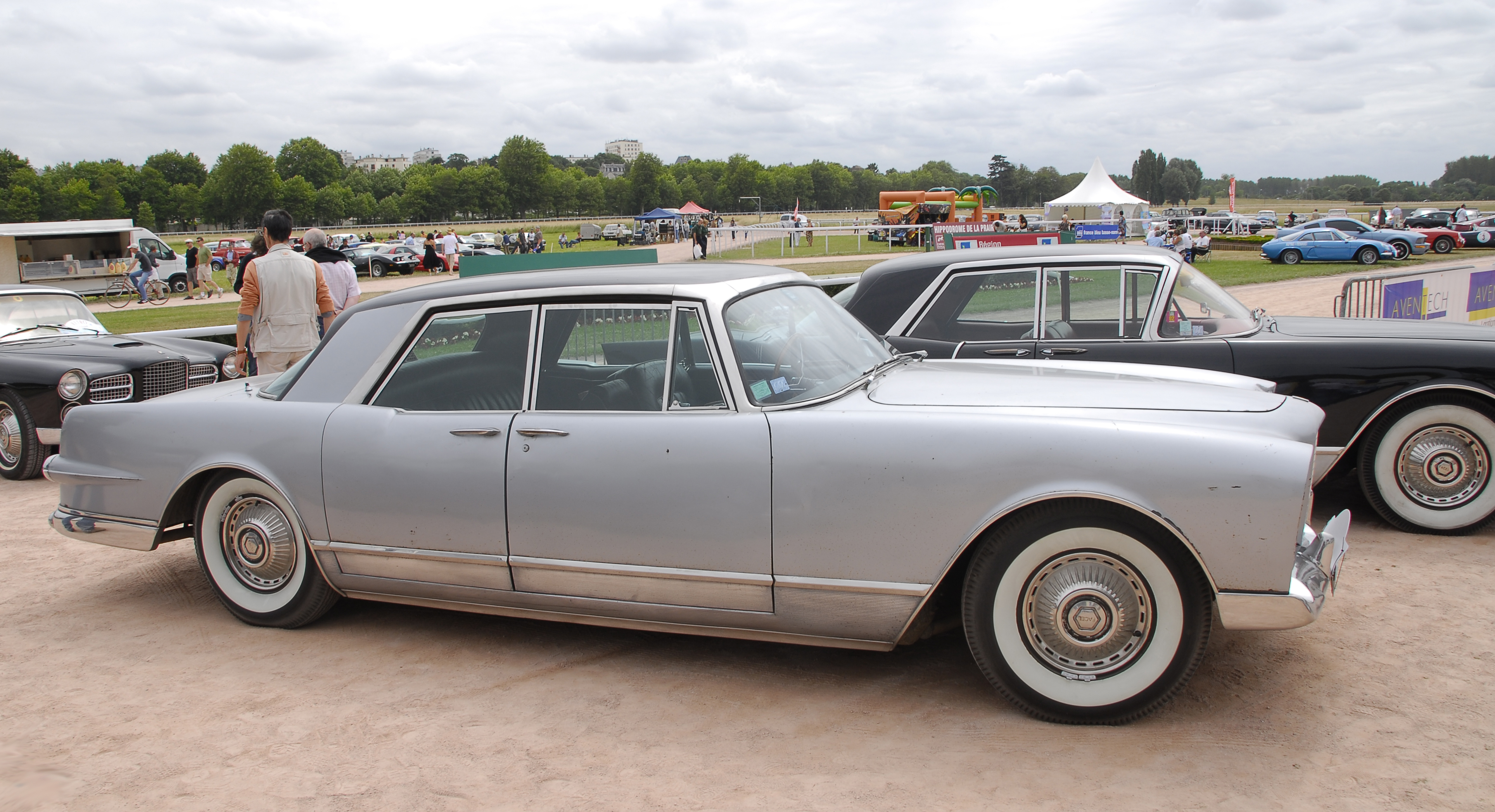
Twee verschillende exemplaren van de Facel Vega Excellence EX2

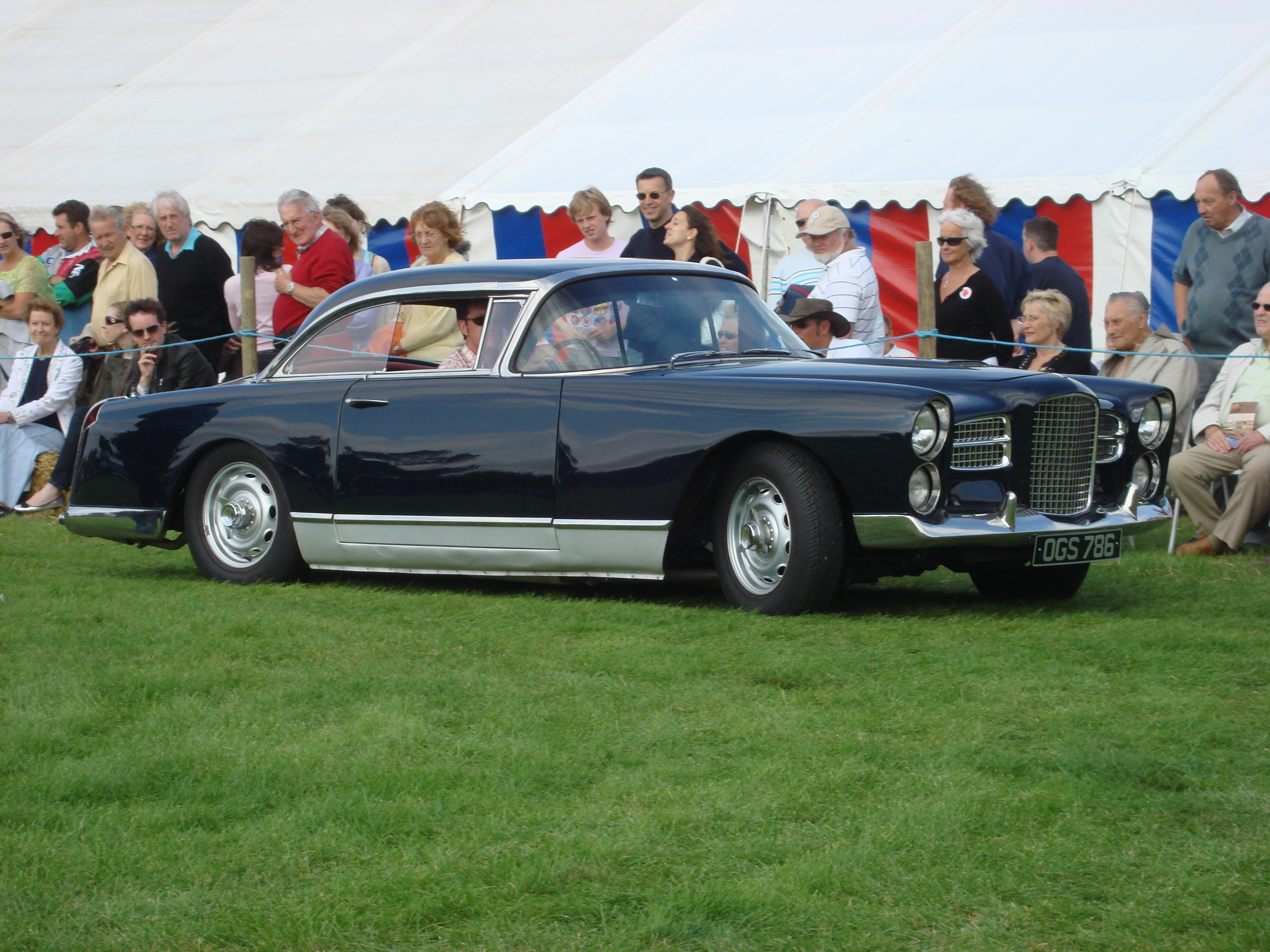
Goed zichtbaar is het vooroverhellende en actieve silhouet van de zware sportauto

Deze 2-deurscoupé werd in 1954 getoond op de Autosalon van Parijs. Van 1954 tot 1955 zouden zo'n 46 Facel Vega's zijn gemaakt. Door de hoge prijs van ruim 5500 euro, iets duurder dan een Rolls-Royce, werd de Facel matig verkocht. In 1956 werd de auto gereviseerd en kreeg hij een krachtigere 5,4 liter motor van 325 pk. Vanaf 1957 werd ook een 4-deursmodel met verlengde wielbasis gemaakt onder de naam Excellence.
In 1959 werd de Facel Vega HK500 geïntroduceerd met een 5,8 l en later zelfs een 6,3 l motor van 360 pk. In 1960 werd de sportwagenmarkt aangeboord met de Facellia. Deze kleinere cabriolet had een 4-cilinder van 1,6 l van Franse origine die onbetrouwbaar was en een tragische fout zou blijken. Later werd deze motor vervangen door een 1,8 l van Volvo. Het was echter al te laat en de verliezen op dit model stapelden zich op.
In 1961 verscheen de Facel Vega II. Door het lagere gewicht van 1633 kg en de 390-pk motor was die nog sneller dan de toch al snelle I. De zaken gingen echter slecht en het bedrijf had extra investeringen nodig. De Franse bank Credit National was bereid tot een lening van 6 miljoen Franse frank op voorwaarde dat twee partners werden gevonden. Van de Franse overheid moest nog een derde partner worden gevonden. Daardoor werd Jean Daninos minderheidsaandeelhouder. Hij nam ontslag als algemeen directeur en werd nu technisch directeur. De nieuwe algemene directeur beloofde alle Facellia-klanten een nieuwe motor. Zo'n 300 gingen daarop in. Dit kostte niet alleen veel geld maar kwam ook slecht over, waardoor de verkoop in elkaar stortte en enorme verliezen werden geleden.
Credit National schrapte vervolgens 2 miljoen van de beloofde lening en op de algemene aandeelhoudersvergadering van 10 juli 1962 werd besloten het faillissement aan te vragen. Jean Persin werd de nieuwe directeur. Hij probeerde samen met Daninos het bedrijf te redden. De verbeterde Facellia F2, de Facel Vega III en de Facel Vega 6 werden gelanceerd. Die krikten de verkoop weer op maar niet voldoende. In juli 1963 werd het bedrijf nog een jaar gegeven om er weer bovenop te komen. Dat lukte echter niet en op 31 oktober 1964 werd de productie stopgezet. Er waren in totaal nog geen drieduizend Facel Vega's gebouwd.

### Productie
| Model                  | Productiejaren | Productieaantal |
| ---------------------- | -------------- | --------------- |
| Facel Vega I           | 1954-1958      | 352             |
| Facel Vega HK 500      | 1958-1961      | 490             |
| Facel Vega Excellence  | 1958-1964      | 152             |
| Facel Vega Facellia    | 1959-1963      | ~1500           |
| Facel Vega II          | 1961-1964      | 189             |
| Facel Vega Facellia F2 | 1961-1963      | -               |
| Facel Vega III         | 1963-1964      | -               |
| Facel Vega 6           | 1964           | 32              |

## Albert Camus
Op 4 januari 1960 verongelukte de Franse schrijver en Nobelprijswinnaar Albert Camus bij Villeblevin in een Facel Vega FV3B die bestuurd werd door zijn vriend Michel Gallimard, neef van de uitgever Gaston Gallimard. Beide inzittenden kwamen bij het ongeluk om het leven. Als oorzaken werden genoemd de hoge snelheid waarmee Gallimard reed (180 kilometer per uur), of een klapband.

## Tijdlijn
| Facel Vega-modellen van 1954 tot 1964 | Facel Vega-modellen van 1954 tot 1964 | Facel Vega-modellen van 1954 tot 1964 | Facel Vega-modellen van 1954 tot 1964 | Facel Vega-modellen van 1954 tot 1964 | Facel Vega-modellen van 1954 tot 1964 | Facel Vega-modellen van 1954 tot 1964 | Facel Vega-modellen van 1954 tot 1964 | Facel Vega-modellen van 1954 tot 1964 | Facel Vega-modellen van 1954 tot 1964 | Facel Vega-modellen van 1954 tot 1964 | Facel Vega-modellen van 1954 tot 1964 | Facel Vega-modellen van 1954 tot 1964 | Facel Vega-modellen van 1954 tot 1964 | Facel Vega-modellen van 1954 tot 1964 | Facel Vega-modellen van 1954 tot 1964 | Facel Vega-modellen van 1954 tot 1964 | Facel Vega-modellen van 1954 tot 1964 | Facel Vega-modellen van 1954 tot 1964 | Facel Vega-modellen van 1954 tot 1964 | Facel Vega-modellen van 1954 tot 1964 | Facel Vega-modellen van 1954 tot 1964 | Facel Vega-modellen van 1954 tot 1964 | Facel Vega-modellen van 1954 tot 1964 |
| ------------------------------------- | ------------------------------------- | ------------------------------------- | ------------------------------------- | ------------------------------------- | ------------------------------------- | ------------------------------------- | ------------------------------------- | ------------------------------------- | ------------------------------------- | ------------------------------------- | ------------------------------------- | ------------------------------------- | ------------------------------------- | ------------------------------------- | ------------------------------------- | ------------------------------------- | ------------------------------------- | ------------------------------------- | ------------------------------------- | ------------------------------------- | ------------------------------------- | ------------------------------------- | ------------------------------------- |
| Type                                  | Motor                                 | 1950                                  | 1950                                  | 1950                                  | 1950                                  | 1950                                  | 1950                                  | 1950                                  | 1950                                  | 1950                                  | 1950                                  | 1950                                  | 1950                                  | 1960                                  | 1960                                  | 1960                                  | 1960                                  | 1960                                  | 1960                                  | 1960                                  | 1960                                  | 1960                                  | 1960                                  |
| Type                                  | Motor                                 | 4                                     | 4                                     | 5                                     | 5                                     | 6                                     | 6                                     | 7                                     | 7                                     | 8                                     | 8                                     | 9                                     | 9                                     | 0                                     | 0                                     | 1                                     | 1                                     | 2                                     | 2                                     | 3                                     | 3                                     | 4                                     | 4                                     |
| Sportwagen                            | L4                                    |                                       |                                       |                                       |                                       |                                       |                                       |                                       |                                       |                                       |                                       | Facellia / Facellia F2                | Facellia / Facellia F2                | Facellia / Facellia F2                | Facellia / Facellia F2                | Facellia / Facellia F2                | Facellia / Facellia F2                | Facellia / Facellia F2                | Facellia / Facellia F2                | Facel III                             | Facel III                             | Facel III                             | Facel 6                               |
| Topklasse                             | V8                                    |                                       |                                       |                                       |                                       |                                       |                                       |                                       |                                       |                                       | Excellence                            | Excellence                            | Excellence                            | Excellence                            | Excellence                            | Excellence                            | Excellence                            | Excellence                            | Excellence                            | Excellence                            | Excellence                            | Excellence                            | Excellence                            |
| GT                                    | V8                                    | Facel I                               | Facel I                               | Facel I                               | Facel I                               | Facel I                               | Facel I                               | Facel I                               | Facel I                               | Facel I                               | HK 500                                | HK 500                                | HK 500                                | HK 500                                | HK 500                                | HK 500                                | Facel II                              | Facel II                              | Facel II                              | Facel II                              | Facel II                              | Facel II                              | Facel II                              |